# Трипарни (Вибо Валенција)
Трипарни је насеље у Италији у округу Вибо Валенција, региону Калабрија.
Према процени из 2011. у насељу је живело 395 становника. Насеље се налази на надморској висини од 285 м.